# A becsület védelme

## Fogalma
Egy ember becsületéről, annak hiányáról tett nyilatkozat értékítélet. Az értékítélet végtelenül szubjektív, összetett, gondolati közlés, melyet objektíven szemlélni szinte lehetetlen. Az emberi becsületről tett értékítéletek azonban nem léphetnek túl egy bizonyos határt: ha az értékítélet nem felel meg az értékítélet-alkotás társadalom által elfogadott logikai szabályainak, akkor az becsületet sértő – például „X.Y. tömeggyilkos, hiszen a szeme színe barna.” Ha tehát az értékítéletet mondó megsérti e logikai szabályokat és ezáltal az értékelés torz, bántó, indokolatlanul sértő, becsmérlő lesz, úgy a becsület megsértése megállapítható.

## Az értékítélet
Az értékítélet kifejezése megtörténhet szóban, írásban vagy bármilyen más módon lehetséges – rajzzal, képpel, cselekvéssel. Az értékítélet össze kell mérni a véleménynyilvánítás szabadságával, mely szintén minden embert megillető jog. Emberi becsületet sért az az értékítéletet mondó, aki olyannyira lealacsonyítja, megalázza az általa kritizált embert, hogy az már nem fér bele a véleménynyilvánítás szabadságába.

## Más jogterületek
Az emberi becsületet sértő cselekményeket a polgári jog mellett a büntetőjog – becsületsértés – és a szabálysértési jog is szabályozza.